# Moravecnema segonzaci
Moravecnema segonzaci is een rondwormensoort uit de familie van de Cystidicolidae. De wetenschappelijke naam van de soort is voor het eerst geldig gepubliceerd in 2002 door Justine, Cassone & Petter.